# Epirinus flagellatus
Epirinus flagellatus là một loài bọ cánh cứng trong họ Bọ hung (Scarabaeidae).